# Wiktorów (powiat warszawski zachodni)
Wiktorów – wieś w Polsce położona w województwie mazowieckim, w powiecie warszawskim zachodnim, w gminie Leszno. Ma status sołectwa. Parafia Zaborów. Rejonowa szkoła podstawowa - Zaborów.
W latach 1975–1998 miejscowość należała administracyjnie do województwa warszawskiego.